# Erythresthes bowringii
Erythresthes bowringii is een keversoort uit de familie van de boktorren (Cerambycidae). De wetenschappelijke naam van de soort werd in 1863 als Erythrus bowringii gepubliceerd door Francis Polkinghorne Pascoe.